# Ператт, Энтони
Энтони Ператт (англ. Anthony Lee Peratt, д.р. 26 февраля 1940 года) — американский физик в области физики плазмы. Занимался так же исследованиями, связанными с плазменными петроглифами, ядерным синтезом и мониторингом ядерного оружия.

## Образование
Ператт был аспирантом лауреата Нобелевской премии Ханнеса Альвена. В 1967 году получил степень магистра в области электротехники в Университете Южной Калифорнии. Защитил докторскую диссертацию в области электротехники и физики плазмы в 1971 году в Университете Южной Калифорнии (USC), Лос-Анджелес, США. Ператт является членом Американского физического общества и Американского астрономического общества.

## Научная карьера
С 1972 по 1979 год Ператт работал в Ливерморской национальной лаборатории Лоуренса. С 1975 по 1977 год он занимал должность приглашенного специалиста в Институте физики и астрофизики Макса Планка в Гархинге, ФРГ. С 1981 года он работал в Лос-Аламосской национальной лаборатории в отделе прикладной теоретической физики. В 1985 году — в Альвенской лаборатории Королевского технологического института в Стокгольме, Швеция. Ператт руководил программой диагностики N-туннеля в Лос-Аламосе на ядерном полигоне в Неваде с 1991 по 1993 год и был руководителем американской инспекционной группы на российском арктическом ядерном полигоне на Новой Земле. Ператт был прикомандирован в качестве научного советника Министерства энергетики США с 1995 по 1999 год. В 1998 году на этом посту он был исполняющим обязанности директора Управления национальной безопасности и ядерного нераспространения США. 

## Исследования
Ператт исследовал плазму высокой энергии и связанные с ней явления. Он занимался интенсивными пучками частиц и высокомощными микроволновыми источниками, взрывными импульсными генераторами энергии, эффектом z-пинча и конструкциями мишеней для ядерного синтеза.
Ператт — сторонник плазменной космологии как альтернативы Большому взрыву и отвергнутой ведущими космологами. Он написал книгу на эту тему и был приглашенным редактором специальных выпусков о космической плазме в журнале Института инженеров электротехники и электроники Transactions on Plasma Science, посвященных главным образом плазменной космологии, и написал для этого журнала несколько статей. 
Имя Ператта числится среди ученых, подписавших «Открытое письмо научному сообществу» (An Open Letter to the Scientific Community), опубликованное в журнале New Scientist в мае 2004 года, в котором критикуется «растущее число гипотетических сущностей в теории большого взрыва». В письме также утверждается, что плазменная космология, стационарная модель и другие альтернативные подходы также могут объяснить основные явления космоса.

## Награды
Ператт является обладателем ряда научных наград:
- Премия Министерства энергетики США за выдающиеся достижения в 1987 и 1999 годах.
- Премия «Выдающийся лектор» от Института инженеров электротехники и электроники в 1993 году.
- Почетный преподаватель Норвежской академии наук и литературы в 1995 году.
- Стипендия Института инженеров электротехники и электроники в 1999 году[10].
- Премия Калифорнийского университета за 30-летие службы от директора Лос-Аламосской национальной лаборатории в 2006 году.

## Внешние ссылки
- Плазменная Вселенная
- Открытое письмо научному сообществу